# Угорська мова в Україні

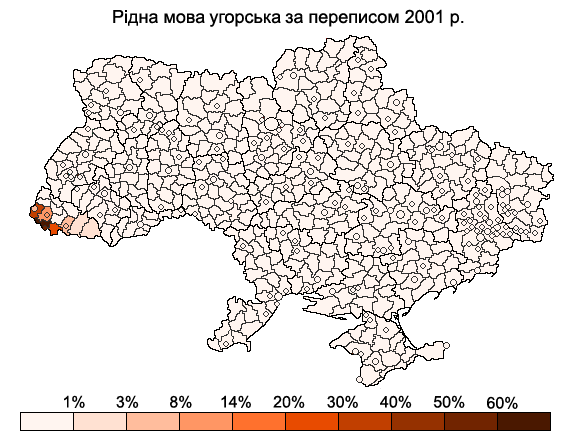
Угорська мова як рідна за переписом 2001 р.

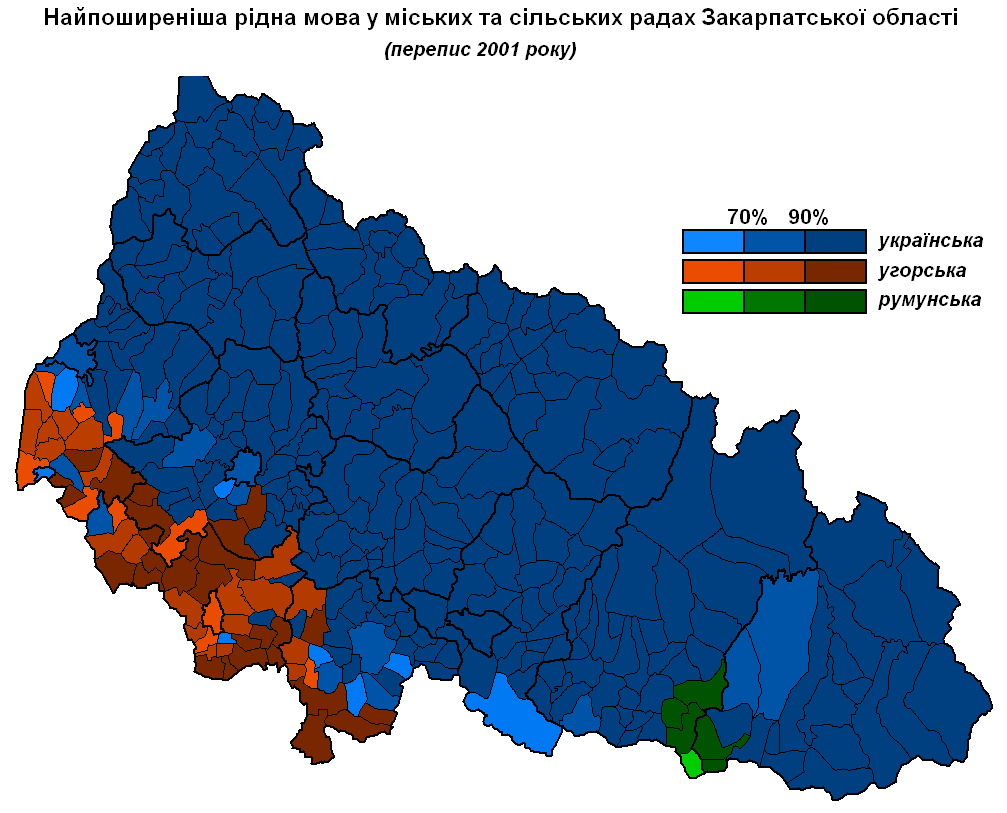
Найпоширеніша рідна мова у містах і сільрадах Закарпатської області за переписом 2001 р.

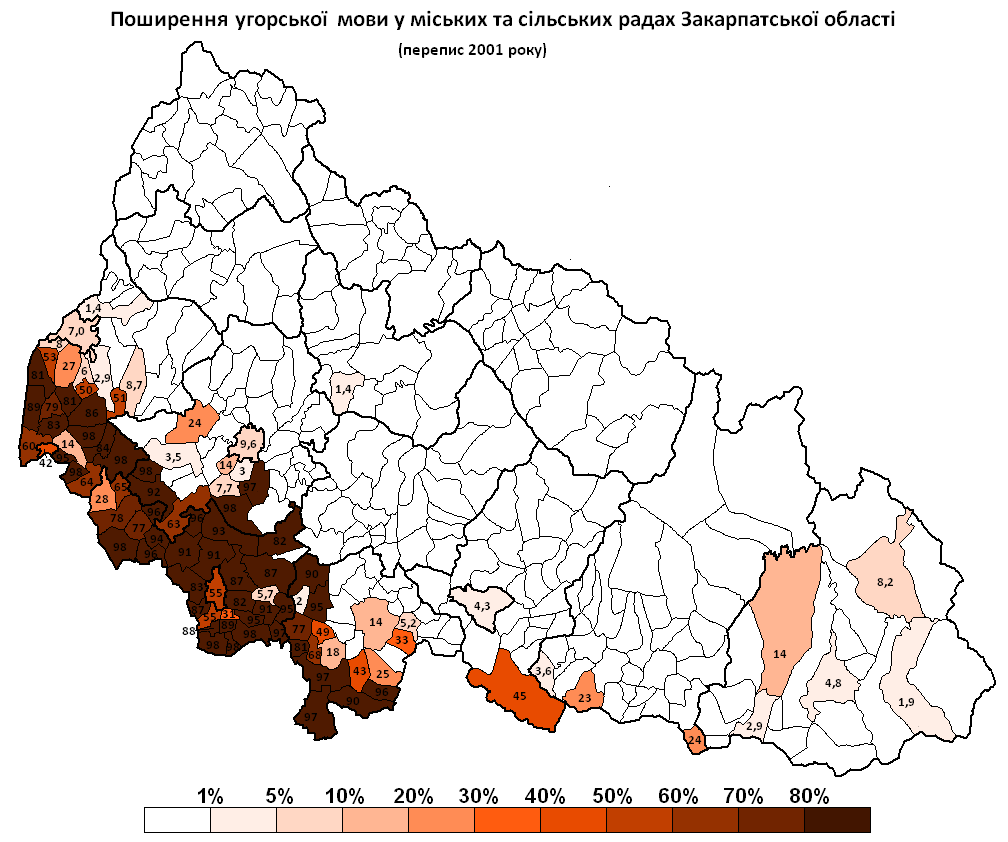
Частка населення з рідною мовою угорською у міських, селищних та сільських радах Закарпатської області за переписом 2001 р.

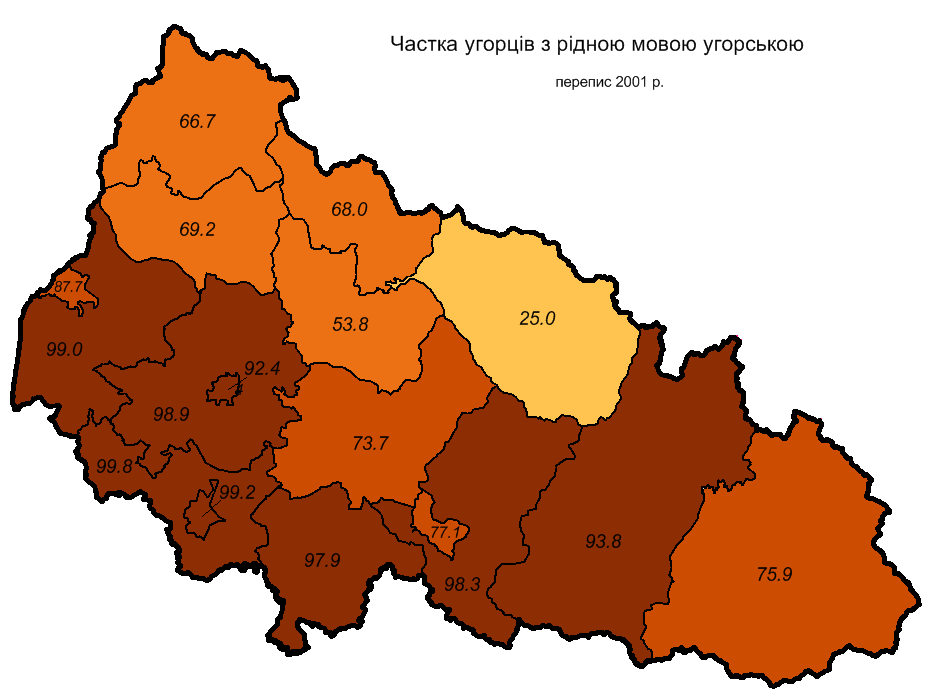
Частка угорців, що назвали рідною угорську мову у Закарпатській обл. за переписом 2001 р.

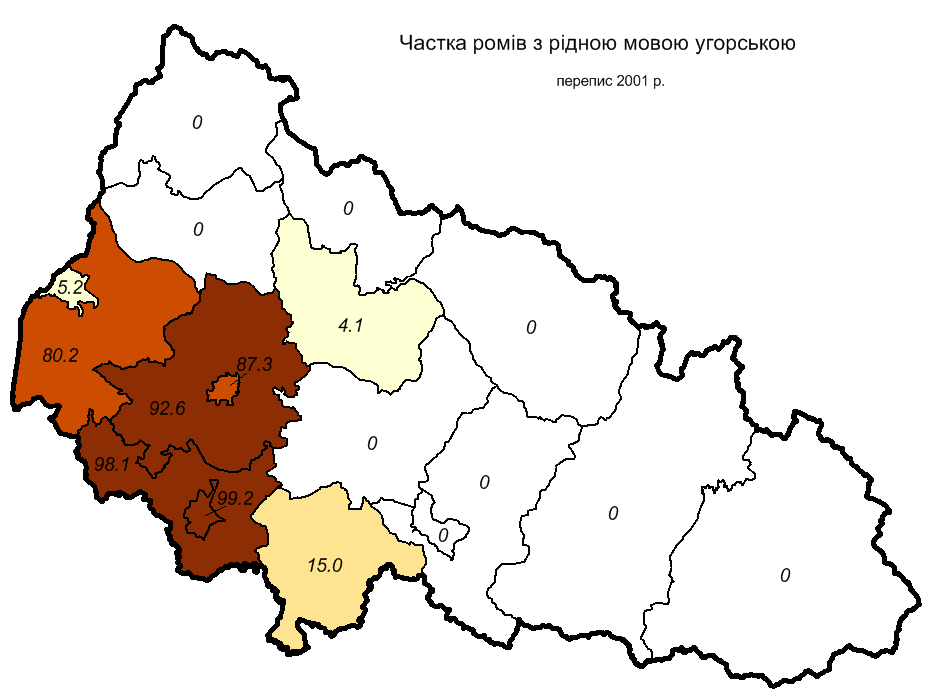
Частка циган, що назвали рідною угорську мову у Закарпатській обл. за переписом 2001 р.

Угорська мова — одна з мов національних меншин України. Поширена переважно в Закарпатській області, у районах вздовж кордону з Угорщиною.

## Статистика
За переписом 2001 р. її назвали рідною мовою — 156 566 осіб., в тому числі 95,4% (149 431) етнічних угорців. У Закарпатській області угорську назвали рідною 97% етнічних угорців та 62% циган, а також значна частка словаків та чехів..
Рідна мова угорців України за переписами, %
|            | 1970 | 1979 | 1989 | 2001 |
| ---------- | ---- | ---- | ---- | ---- |
| угорська   | 97,8 | 96,7 | 95,6 | 95,4 |
| українська | 1,2  | 1,9  | 2,6  | 3,4  |
| російська  | 0,9  | 1,3  | 1,6  | 1,0  |
| інша       | 0,1  | 0,1  | 0,2  | 0,2  |

За переписом 2001 року, серед угорців України вказали на вільне володіння мовами:
- угорською ‒ 97,5%
- українською ‒ 49,1%
- російською ‒ 31,7%

Вільне володіння мовами серед угорців УРСР за даними перепису 1989 р.:
- угорською ‒ ~98%
- російською ‒ 44,3%
- українською ‒ 14,4%

Вільне володіння мовами серед угорців УРСР за даними перепису 1979 р.:
- угорською ‒ ~98%
- російською ‒ 36,9%
- українською ‒ 11,5%

Вільне володіння мовами серед угорців УРСР за даними перепису 1970 р.:
- угорською ‒ ~98%
- російською ‒ 24,6%
- українською ‒ 11,3%

Угорська, як рідна мова деяких народів Закарпатської області за переписом 2001 року
|                           | угорці | цигани | українці | росіяни |
| ------------------------- | ------ | ------ | -------- | ------- |
| Берегове                  | 99,2   | 99,2   | 1,4      | 0,7     |
| Хуст                      | 77,1   |        | 0,0      |         |
| Мукачеве                  | 92,4   | 87,3   | 0,4      | 0,1     |
| Ужгород                   | 87,7   | 5,2    | 0,5      | 0,1     |
| Берегівський район        | 99,8   | 98,1   | 0,9      | 2,8     |
| Хустський район           | 98,3   |        | 0,0      |         |
| Іршавський район          | 73,7   |        | 0,0      |         |
| Мукачівський район        | 98,9   | 92,6   | 0,1      | 0,6     |
| Великоберезнянський район | 66,7   |        | 0,0      |         |
| Виноградівський район     | 97,9   | 15,0   | 0,7      | 0,4     |
| Міжгірський район         | 25,0   |        |          |         |
| Перечинський район        | 69,2   |        | 0,0      |         |
| Рахівський район          | 75,9   |        | 0,0      | 0,1     |
| Свалявський район         | 53,8   | 4,1    | 0,0      |         |
| Тячівський район          | 93,8   |        | 0,0      | 0,2     |
| Ужгородський район        | 99,0   | 80,2   | 0,3      | 0,3     |
| Воловецький район         | 68,0   |        | 0,0      |         |
| Закарпатська область      | 97,1   | 62,3   | 0,2      | 0,2     |

Угорська як рідна мова серед представників народів Закарпаття за переписом 1989 року:
|                      | загальна чисельність | чисельність угорськомовних | частка угорськомовних |
| -------------------- | -------------------- | -------------------------- | --------------------- |
| угорці               | 155 711              | 151 384                    | 97,2%                 |
| цигани               | 12 131               | 7973                       | 65,7%                 |
| італійці             | 49                   | 24                         | 49,0%                 |
| словаки              | 7 329                | 1 890                      | 25,8%                 |
| чехи                 | 516                  | 82                         | 15,9%                 |
| євреї                | 2 639                | 298                        | 11,3%                 |
| вірмени              | 439                  | 46                         | 10,5%                 |
| поляки               | 690                  | 39                         | 5,7%                  |
| болгари              | 290                  | 12                         | 4,1%                  |
| литовці              | 159                  | 6                          | 3,8%                  |
| азербайджанці        | 577                  | 7                          | 1,2%                  |
| німці                | 3 478                | 36                         | 1,0%                  |
| білоруси             | 2 521                | 15                         | 0,6%                  |
| українці             | 976 749              | 4 605                      | 0,5%                  |
| росіяни              | 49 458               | 172                        | 0,35%                 |
| молдовани            | 963                  | 3                          | 0,31%                 |
| румуни               | 29 485               | 73                         | 0,25%                 |
| Закарпатська область | 1 245 618            | 166 665                    | 13,4%                 |

## Поширеність
Поширеність угорської мови як рідної у містах та районах Закарпаття у 2001 р.
| Місто/Район               | Рідна мова угорська | Угорці за національністю | Угорськомовні / угорці |
| ------------------------- | ------------------- | ------------------------ | ---------------------- |
| Берегівський район        | 80,2%               | 76,1%                    | 1,05                   |
| м. Берегове               | 54,8%               | 48,1%                    | 1,14                   |
| Ужгородський район        | 36,5%               | 33,4%                    | 1,09                   |
| Виноградівський район     | 26,3%               | 26,2%                    | 1,00                   |
| Мукачівський район        | 13,8%               | 12,7%                    | 1,09                   |
| м. Мукачеве               | 9,6%                | 8,5%                     | 1,13                   |
| м. Ужгород                | 7,0%                | 6,9%                     | 1,02                   |
| м. Хуст                   | 4,3%                | 5,4%                     | 0,80                   |
| Хустський район           | 3,9%                | 3,9%                     | 0,99                   |
| Тячівський район          | 2,8%                | 2,9%                     | 0,97                   |
| Рахівський район          | 2,5%                | 3,2%                     | 0,78                   |
| Свалявський район         | 0,5%                | 0,7%                     | 0,71                   |
| Перечинський район        | 0,19%               | 0,28%                    | 0,68                   |
| Іршавський район          | 0,09%               | 0,13%                    | 0,69                   |
| Воловецький район         | 0,07%               | 0,10%                    | 0,70                   |
| Великоберезнянський район | 0,05%               | 0,07%                    | 0,71                   |
| Міжгірський район         | 0,01%               | 0,04%                    | 0,25                   |
| Закарпатська область      | 12,7%               | 12,1%                    | 1,05                   |

Населені пункти Закарпатської області, у яких угорську мову назвали рідною понад 50% населення.
| Населений пункт     | район                | % угорськомовних |
| ------------------- | -------------------- | ---------------- |
| с. Гетен            | Берегівський         | 98,6             |
| с. Мала Добронь     | Ужгородський         | 98,5             |
| с. Тисаагтелек      | Ужгородський         | 98,4             |
| с. Бадалово         | Берегівський         | 98,2             |
| с. Вари             | Берегівський         | 98,1             |
| с. Галабор          | Берегівський         | 98,1             |
| с. Попово           | Берегівський         | 98               |
| с. Дерцен           | Мукачівський         | 97,8             |
| с. Велика Добронь   | Ужгородський         | 97,7             |
| с. Оклі Гедь        | Виноградівський      | 97,7             |
| с. Тисобикень       | Виноградівський      | 97,7             |
| с. Чомонин          | Мукачівський         | 97,7             |
| с. Есень            | Ужгородський         | 97,6             |
| с. Серне            | Мукачівський         | 97,5             |
| с. Четфалва         | Берегівський         | 97,4             |
| с. Велика Паладь    | Виноградівський      | 97,3             |
| с. Форголань        | Виноградівський      | 97,2             |
| с. Мале Попово      | Берегівський         | 97,1             |
| с. Форнош           | Мукачівський         | 97               |
| с. Оклі             | Виноградівський      | 96,7             |
| с. Фертешолмаш      | Виноградівський      | 96,7             |
| с. Рафайново        | Берегівський         | 96,4             |
| с. Ботар            | Виноградівський      | 96,3             |
| с. Дюла             | Виноградівський      | 96,1             |
| с. Косонь           | Берегівський         | 96,1             |
| с. Пийтерфолво      | Виноградівський      | 96,1             |
| с. Гут              | Берегівський         | 95,8             |
| с. Тисаашвань       | Ужгородський         | 95,7             |
| с. Мала Бийгань     | Берегівський         | 95,6             |
| с. Чорний Потік     | Виноградівський      | 95,3             |
| с. Шом              | Берегівський         | 95,2             |
| с. Боржава          | Берегівський         | 95,1             |
| с. Оросієво         | Берегівський         | 95,1             |
| с. Соловка          | Ужгородський         | 94,8             |
| с. Запсонь          | Берегівський         | 94,3             |
| с. Гать             | Берегівський         | 94,2             |
| с. Вербовець        | Виноградівський      | 94,1             |
| с. Малі Селменці    | Ужгородський         | 92,5             |
| с. Тисауйфалу       | Ужгородський         | 92,1             |
| с. Великі Геївці    | Ужгородський         | 91,5             |
| с. Яноші            | Берегівський         | 91,5             |
| с. Малі Геївці      | Ужгородський         | 91,2             |
| с. Бене             | Берегівський         | 90,6             |
| с. Балажер          | Берегівський         | 90,3             |
| с. Шаланки          | Виноградівський      | 89,6             |
| с. Геча             | Берегівський         | 88,6             |
| с. Паладь-Комарівці | Ужгородський         | 88,3             |
| с. Галоч            | Ужгородський         | 88               |
| с. Чома             | Берегівський         | 88               |
| с. Велика Бийгань   | Берегівський         | 87,5             |
| с. Великі Береги    | Берегівський         | 87,4             |
| с. Астей            | Берегівський         | 87,3             |
| с. Кідьош           | Берегівський         | 86,9             |
| с. Неветленфолу     | Виноградівський      | 86,8             |
| с. Баркасово        | Мукачівський         | 86,6             |
| с. Дийда            | Берегівський         | 83,4             |
| с. Карачин          | Виноградівський      | 83,3             |
| с. Тийглаш          | Ужгородський         | 82,9             |
| с. Мужієво          | Берегівський         | 82,3             |
| с. Берегуйфалу      | Берегівський         | 82,2             |
| смт Вилок           | Виноградівський      | 81,5             |
| с. Ратівці          | Ужгородський         | 80,7             |
| с. Мочола           | Берегівський         | 80,2             |
| с. Батфа            | Ужгородський         | 79,7             |
| с. Горонглаб        | Берегівський         | 79,1             |
| с. Сюрте            | Ужгородський         | 78,8             |
| с. Батрадь          | Берегівський         | 77,2             |
| с. Перехрестя       | Виноградівський      | 74,2             |
| с. Палло            | Ужгородський         | 73               |
| с. Нове Клинове     | Виноградівський      | 68,5             |
| с. Нове Село        | Виноградівський      | 68,5             |
| с. Чепа             | Виноградівський      | 66,9             |
| с. Матійово         | Виноградівський      | 66,5             |
| с. Ботфалва         | Ужгородський         | 66               |
| смт Батьово         | Берегівський         | 64,6             |
| с. Жнятино          | Мукачівський         | 63,4             |
| с. Соломоново       | Ужгородський         | 59,9             |
| с. Шишлівці         | Ужгородський         | 59,6             |
| м. Берегове         | Берегове (міськрада) | 55,9             |
| с. Холмець          | Ужгородський         | 51,1             |
| с. Концово          | Ужгородський         | 50,2             |

Угорська мова у період з 2012 по 2018 рік мала статус регіональної мови у:
- місті Берегове Закарпатської області[12][13]
- Берегівському районі Закарпатської області[14]
- Виноградівському районі Закарпатської області[15]

Українська мова є єдиною офіційною мовою на всій території Закарпатської області.

## Освіта
У Закарпатській області освіту угорською мовою отримують понад 10 % учнів шкіл, з кінця 1980-х частка учнів угорськомовних шкіл і класів зросла з 8,5% до 10,3% у 1997—2000 рр. У 1999/2000 навчальному році 10,4 % першокласників Закарпатської області пішли до шкіл з навчанням угорською мовою. Стан освіти угорською мовою в Україні у 2008/09 навчальному році.
За даними Державної служби статистики України у 2023/24 навчальному році у Закарпатській області 163 651 учень здобував загальну середню освіту, з них 146 563 (89,56 %) навчалися в українськомовних класах, 14 623 (8,94 %) — в угорськомовних, 2 347 (1,43 %) — у румунськомовних, 118 (0,07 %) — в словацькомовних. З 71 315 здобувачів середньої освіти в міських закладах освіти, 65 021 (91,17 %) здобували освіту українською, 5 806 (8,14 %) — угорською, 370 (0,52 %) — румунською, 118 (0,17 %) — словацькою. З 92 336 здобувачів середньої освіти в сільських закладах освіти, 81 542 (88,31 %) здобували освіту українською, 8 817 (9,55 %) — угорською, 1 977 (2,14 %) — румунською.
За даними Державної служби статистики України у 2024/25 навчальному році у Закарпатській області 158 790 учнів здобували загальну середню освіту, з них 142 649 (89,84 %) навчалися в українськомовних класах, 13 683 (8,62 %) — в угорськомовних, 2 339 (1,47 %) — у румунськомовних, 119 (0,07 %) — в словацькомовних. З 69 684 здобувачів середньої освіти в міських закладах освіти, 63 677 (91,38 %) здобували освіту українською, 5 507 (7,90 %) — угорською, 381 (0,55 %) — румунською, 119 (0,17 %) — словацькою. З 89 106 здобувачів середньої освіти в сільських закладах освіти, 78 972 (88,63 %) здобували освіту українською, 8 176 (9,17 %) — угорською, 1 958 (2,20 %) — румунською.